# Lingüística forense
La lingüística forense es una disciplina de la lingüística aplicada que se encarga de analizar las relaciones que mantiene la lengua con el ámbito judicial y legal.  
Abarca múltiples facetas desde el proceso de identificación de hablantes, análisis de textos criminales, reconocimiento de plagio, comprensión de documentos legales, el estudio del discurso judicial, a incluso el análisis de interpretaciones o traducciones. Una definición más restrictiva y de uso común comprende exclusivamente la pericia lingüística, es decir, el uso de textos como prueba judicial. 

## Aclaración terminológica
La revista científica The International Journal of Speech, Language and the Law y la Asociación Internacional de Lingüistas Forenses (IAFL) coinciden en adoptar la definición más amplia de lingüística forense. Distinguen tres áreas de estudio con sus respectivos nombres: el lenguaje jurídico (Language of the Law), el lenguaje del proceso judicial (Language of the Legal Process) y el lenguaje probatorio o evidencial (Language as Evidence).

## Origen
El estadounidense Philbrick fue el primero en utilizar el término forensic english en su libro Language and the Law: the Semantics of Forensic English (1949). Pero es veinte años después que Jan Svartvik inauguró definitivamente esta disciplina en Europa a través del estudio de un caso real. A partir de cuatro confesiones atribuidas a Timothy Evans que lo incriminaron en el asesinato de su esposa e hijos, Svartvik pudo percibir diferencias en el estilo gramatical y, de esta forma, descartar la autoría de Evans y declararle inocente.
En las décadas siguientes, se solicitó, en algunas ocasiones aisladas, la participación de lingüistas en Estados Unidos y Canadá. Es a partir de la década de los noventa que comienza a ser habitual la intervención de lingüistas forenses en los procesos judiciales, coincidiendo con el aumento de la demanda de servicios y publicaciones, la profesionalidad y el deseo de alcanzar un consenso internacional. En 1991 se crea en la St. John University de York la Asociación Internacional de Fonética Forense (IAFP), hoy Asociación Internacional de Fonética y Acústica Forense (IAFPA), y un año después, la Asociación Internacional de Lingüistas Forenses (IAFL) en la Universidad de Birmingham. También es importante destacar la publicación de 1994 de la revista Forensic Linguistics, que continúa actualmente bajo el nombre de The International Journal of Speech, Language and the Law. 

## Ámbitos de investigación
Esta disciplina incluye, por un lado, todos los aspectos relacionados con el análisis del lenguaje jurídico y judicial y, por otro lado, el uso forense de la prueba pericial lingüística. Mª Teresa Turell (2005) señala más concretamente las siguientes áreas de aplicación:
- Uso de información lingüística oral y escrita para identificar hablantes y escritores de una determinada variedad, estilo o registro lingüístico.
- La producción de textos con fines delictivos.
- Establecimiento de la autoría de textos orales y escritos y análisis de plagio
- Comprensión lectora de documentos legales
- Discurso legal y judicial
- Interpretación y traducción legal, judicial y de apoyo en contextos multilingües

Siguiendo la distribución anglosajona, podemos agrupar estos contenidos en las tres principales áreas de investigación siguientes:

### El lenguaje jurídico y legal (Language of the Law)
Este ámbito de la lingüística forense incluye el estudio del discurso legal, jurídico y judicial. Además de analizar las características de esta lengua, su historia y sus géneros, pretende reducir el grado de densidad y ambigüedad de cualquier documento judicial: sentencias, leyes, testamentos…Eliminar las dificultades de comprensión es vital para cualquier miembro de la sociedad que se vea desprotegido ante textos de este tipo.
Asimismo, se encarga de garantizar una buena traducción de los documentos legales y las dificultades de interpretación en un contexto multilingüe.

### El lenguaje del proceso judicial (Language of the Legal Process)
El lenguaje del proceso legal (language of the legal process) analiza el funcionamiento del lenguaje tanto en los interrogatorios (entrevistas y técnicas de interrogatorio) como en la sala de audiencias, en boca de abogados, jueces y procesados. De esta forma, se muestra cómo las personas más vulnerables o con poco uso de este tipo de retórica (niños, discapacitados, extranjeros, etc.) pueden verse en desventaja.

### El lenguaje probatorio o evidencial (Language as evidence)
Se centra en el estudio y comparación de textos orales y escritos con el fin de obtener información lingüística que pueda ser utilizada como prueba en un juicio: detección del autor, interpretación de frases, elaboración de perfiles lingüísticos, transcripción y autentificación de grabaciones o detección de plagio. Este último puede ser de tipo literario, académicos, musical, translingual (entre traducciones) o incluso de marca y patente.
Se utilice cualquier texto en el peritaje: llamadas de emergencia, amenazas, cartas de suicidio, redes sociales, conversaciones de WhatsApp, entre otros tipos de textos.

## Metodología
La metodología de la lingüística forense comprende distintos campos de estudio e incluye desde el análisis semántico y sintáctico de oraciones hasta el uso de la tecnología más innovadora para el análisis de voz o plagio. 

### El lenguaje jurídico y legal (Language of the Law)
Esta área parte del análisis del significado de las palabras en textos orales y escritos para abogar por un lenguaje claro y accesible que evite abusos como frases largas, palabras polisémicas o expresiones estereotipadas, retóricas o arcaicas.
Se pretende evitar casos como el de Derek Bentley, ahorcado por una mala interpretación de la frase «Let him have it!», que en inglés se traduce como «darle» o «matar». Cuando fue descubierto por la policía, Bentley le dijo a su amigo que entregara el arma, pero este lo malinterpretó y le disparó al agente. También hay casos de ambigüedad en frases comunes como «mujeres y hombres ancianos» en la que «ancianos» puede referirse solo a «hombres» o ambos. Además, se estudia la publicidad engañosa o la manipulación en la sala del tribunal a través de preguntas trampa como «¿Dejaste de golpear a tu esposa?», lo que implica el supuesto de que el sujeto la golpeó.
En definitiva, una buena traducción o interpretación jurídica debe ir más allá del contenido semántico de las palabras y dar cuenta de cómo están ordenadas, cómo se expresa el contenido y en qué sentido, sin cambiar la variedad lingüística ni añadir un estilo propio.

### El lenguaje del proceso judicial (Language of the Legal Process)
Para analizar la veracidad de una declaración o interrogatorio, los lingüistas observan la cantidad de detalles sensoriales que se incorporan en las denominadas huellas de pensamiento o toughtprints, que delatan al subconsciente del evento. Por ejemplo, Shuy observó que la decepción se transmite a través de pausas prolongadas y que el recuerdo del tema en una conversación indica que no se ha resuelto satisfactoriamente o que se considera de gran relevancia o fracaso. Para proporcionar al jurado un esquema de dos puntos clave de una conversación grabada y así simplificar su trabajo, se desarrollan tablas de análisis temático.    

### El lenguaje probatorio o evidencial (Language as evidence)
La tarea del lingüista es comparar el texto dubitado (de autoría desconocida) con el texto indubitado (de autoría conocida) utilizando, en la medida de lo posible, la unión de enfoques cualitativos y cuantitativos. Por un lado, se apoya en material lingüístico perceptible: información dialectal, sociolingüística, semántica, pragmática, psicolingüística y, sobre todo, información relacionada con el idiolecto. Por otro lado, utiliza corpus, bases de datos poblacionales y programas informáticos específicos. Estos resultados se presentan en forma de escalas de probabilidad verbal y en algunos casos ratios de verosimilitud (Likehood Ratio). En este último enfoque, la Lingüística de Corpus y la Lingüística Computacional trabajan juntas.
Últimamente, la investigación se orienta hacia la elaboración de corpus de correos electrónicos, mensajes de texto o Whatsapp, por tener características distintas a las de los textos escritos canónicos. 
En el caso de la acústica forense, la identificación del autor se realiza a través de espectrogramas que reflejan y comparan aspectos como frecuencia, timbre y entonación, entre otros. En España, el Departamento de Acústica e Imagen del Servicio Forense, en funcionamiento desde 1992 y en colaboración con la Universidad Politécnica de Madrid, ha creado IdentiVox, un software específico para el reconocimiento de interlocutores. Sin embargo, actualmente, se precisan grandes bases de datos para obtener resultados fiables.
En los casos de plagio, se analizan el léxico compartido y hápax, que marcan la coincidencia.  Los resultados de la comparación textual se suelen expresar en porcentajes a través de herramientas informáticas como CopyCatch, un programa de coincidencia de texto. Sin embargo, se requiere la participación de un lingüista para que se tengan en cuenta elementos que el ordenador no reconoce, como el uso de figuras retóricas. 

## Ejemplos de aplicación en el panorama actual
En el siglo XXI asistimos a la consolidación de la Lingüística Forense. Aumenta la publicación de manuales y monografías, la celebración de congresos internacionales y la creación de laboratorios y centros especializados contribuyen a su implantación. También aumenta la oferta de másteres u otros cursos de posgrado, incluidos los de las universidades de Cardiff, York y Aston (Gran Bretaña). Para saber más sobre cómo formarse, existe la guía Soy lingüista, lingüista forense: Licencia para analizar tus palabras (Queralt y Giménez, 2019).

### Mundo anglosajón
En los EE. UU. Y Canadá, la Lingüística Forense ha proporcionado información al sistema judicial y policial desde la década de 1960. Uno de los casos más publicitados fue en los noventa el llamado Manifiesto de Unabomber, en el que el autor de dieciséis cartas bomba en Estados Unidos fue identificado por su hermano gracias al estilo de redacción.
Otro caso famoso ocurrió en 2002 cuando el inglés Stuart Campbell escribió desde el móvil de su sobrina, una vez desaparecida, un mensaje de texto final. Lo que pretendía ser un intento de reforzar su coartada se volvió en su contra cuando los expertos lo compararon con los SMS de la sobrina y vieron que el estilo no coincidía con el de la niña.

### España
Mª Teresa Turell fue la pionera de la Lingüística Forense en España hasta su muerte, editora del primer libro en español de esta disciplina: Lingüística forense, lengua y derecho: conceptos, métodos y aplicaciones (2005). Fue directora de máster de la Universidad Pompeu Fabra (que ya no existe) y ForensicLab. Actualmente, la lingüista forense líder en España y en los países de habla hispana es Sheila Queralt, quien es la fundadora y directora del Laboratorio privado de Lingüistas Forenses SQ.
En el campo la Acústica Forense existen laboratorios pertenecientes a la Guardia Civil y Policía Científica. Destacan la creación del software BATVOX, que permite identificar a los hablantes de forma semiautomática, y el Sistema de Identificación Biométrica Multimodal Aplicado a las Tecnologías de la Información (SIBMATI), que permite la identificación a través de Internet. 
Turell participó en el descubrimiento del plagio de la traducción de Julio César (Shakespeare) de Pujante (1987) por Vázquez Montalbán en 1993. CopyCatch reveló un 85% de coincidencia en el vocabulario. Su laboratorio también colaboró en 2011, cuando la justicia italiana condenó a Oscar Sánchez a catorce años de prisión con base en grabaciones que lo incriminaban en un delito de narcotráfico. Una vez que estas fueron analizadas por peritos (entre ellos, integrantes del ForensicLab que actualmente forman parte del laboratorio SQ), revelaron rasgos dialectales que no correspondían a los del imputado, lo que evidenciaba que estaba siendo víctima de una suplantación de identidad por un narcotraficante italiano. En el libro Atrapados por la lengua, 50 casos resueltos por la lingüística forense (Queralt, 2020) muestran más casos en los que la lingüística forense fue clave.

## Áreas en las que se aplica
En este apartado se van a desarrollar las cuatro áreas más destacadas e importantes de la lingüística forense que son:

### El reconocimiento de la voz
La lingüística forense trata el análisis de la voz para poder identificar si los sujetos han producido o no un determinado mensaje, además de detectar la intención que tiene el propio autor. Destaca también el llamado término «huella vocal» que se refiere a la autenticidad que tiene cada persona de hablar, dicho de otra forma, es la pronunciación de los fonemas, acento, dialecto y el resto de los aspectos fónicos que hacen particular la comunicación de cada hablante. También se puede decir que esta es la etapa en la que los profesionales analizan llamadas telefónicas o grabaciones de voz. La calidad de estas grabaciones es primordial porque puede hacer más difícil o fácil el análisis de las mismas. 
El lingüista se encarga de estudiar aspectos como el acento y los demás elementos que pueden encajar con el hablante en los distintos perfiles lingüísticos. Uno de los casos que más dificulta el proceso es el de apropiar unas expresiones a una determinada zona geográfica, que se debe al contacto que tienen los hablantes con las diferente regiones, lo que hace que se adquieran unas determinadas expresiones y un vocabulario que no corresponde con dicha zona geográfica. La siguiente etapa es la de la transición de la voz, en esta etapa se determina si puede haber existencia de algún delito. Para esto el especialista se centra en la identificación de los actos del habla, esto se refiere a que el emisor reproduce un mensaje, es el acto ilocutonario, lo que el sujeto realmente quiere decir, y el acto perlocutonario, es el efecto que tiene dicho mensaje en el receptor. Esto hace que el lingüista descarte el delito de extorsión. 
Una vez que se ha realizado el análisis de la grabación como la detención del delito, el sospecho es sometido a juicio. Esto se divide en:
- Estrategia que garantiza: consiste en darles un feedback positivo al acusado para que se agilice el testimonio del sospecho.
- Estrategia del camuflaje: el lingüista encubre el delito para que el sospechoso confiese.
- Estrategia de bloqueo: el forense obstaculiza la confesión mediante interrupciones con el objetivo de que el sospechoso prepare el discurso.
- Estrategia de impedir el acceso a información ajena: es cuando en la grabación hay más de un sujeto y se impide acceder al testimonio de otro participante para evitar que entre varios sujetos se pongan de acuerdo.[2]

### Acoso
Es una de las áreas en las que se engloba las amenazas, la coacción, los insultos y multitud de acosos. Para esto el lingüista tiene que conocer los casos en los que se imputa la autoría, puesto que es muy difícil reconocer si es un delito o no, puesto que a veces el acoso se puede producir tanto de forma directa como de forma indirecta. En este tipo de casos, el lingüista tiene que observar dos funciones del lenguaje.
La primera de ellas es la función expresiva, en la que el hablante expresa sus sentimientos, es decir, nos muestra su personalidad y la función apelativa que es la que persuade al receptor para influir en sus acciones; esta última es muy usada por el acosador. Según Hernández, M (2016), el lingüista tiene que considerar cuatro niveles de estudio en la función apelativa:
- Fórmulas de cortesía: como la formalidad no es un aspecto muy usado, el lingüista pone su atención en las muestras de educación y de respeto.
- Nivel afectivo: el emisor se muestra respetuoso hacia el receptor.
- Nivel de intimidación: la cordialidad no forman parte de la comunicación. El estudio se enfoca en el estudio de la sutileza, proposición, pretensión, bromas desacertadas...
- Nivel del lenguaje directo ofensivo: el emisor es consciente de que está realizando daño al receptor a través de amenazas, calumnias, falsas acusaciones...

### Suplantación de identidad
Es uno de los delitos que sucede con mayor frecuencia debido a la sencillez del emisor para ocultar y falsificar su identidad. El que se encarga de llevar a cabo la investigación divide su trabajo en dos partes:
- Estudia la posible suplantación de identidad mediante el análisis de los diferentes aspectos que conforman el lenguaje como las frases típicas, las jergas, expresiones, etcétera, ya que las personas que suplantan la identidad son reincidentes a reproducir vocablos formales, pero se comete el error de utilizar aspectos como la sintaxis en la que no se refleja la formación que se quiere ilustrar.
- En la segunda fase, una vez que ya se ha demostrado la suplantación, la lingüística estudia los niveles en los que se ha desarrollado el apartado anterior. La suplantación tiene como principal objetivo acosar a las victimas tanto de forma directa como de forma indirecta.[2]

### El plagio
Consiste en asignarse como propio las palabras o ideas de otros, ya sea parafraseando o alterando el orden de las palabras sin citar las fuentes de las cuales se ha sacado la información. Para poder llegar a reconocer el plagio hay dos disciplinas que intervienen en ello:
La sociolingüística y la pragmática, dado que los escritores cuando elaboran un texto utilizan unas determinadas marcas lingüísticas que son las propias e irrepetibles del propio autor. Incluso cuando nosotros mismos escribimos no nos damos cuenta de que tenemos ciertas expresiones que solo son características nuestras. Para reconocer el plagio, además se utiliza un análisis estilístico y programas específicos para ello.
En todas estas áreas el uso del lenguaje en los procesos legales es muy importante y que es de consideración en las evidencias lingüísticas, es decir, son aquellas pruebas que se utilizan en los procesos legales para abordar tanto   su fiabilidad o validez del lenguaje desde los distintos tipos de niveles como:
- Grafémica: se basa en los aspectos gráficos de los textos escritos a mano y que se emplean para identificar la autoría.
- Fonética: los especialista sirven como asesores para las transcribir grabaciones o reconocer hablantes.
- Morfología: no es muy usado en los casos judiciales, pero se emplea para las disputan que pueden surgir entre las marcas comerciales.
- Sintaxis: identifica a los autores que incriminan la no autoría de un documento por parte de alguien que resulta sospechoso.
- Léxico: al contrario que el análisis morfológico, este sí que se usa con bastante frecuencia para las dificultades que surgen en la comprensión de textos, de carácter legal.
- Pragmática: destaca la importancia del contexto lingüístico cuando se quiere interpretar el contenido de los textos o su ambigüedad tanto de dominio público como privado.
- Sociolingüística: son los rasgos como la edad, el nivel sociocultura, etcétera que influyen a la hora de identificar el autor de un texto.[5]

Uno de los procesos últimos destacados en la lingüística forense es el del lenguaje de la ley. Este tipo de lenguaje tiene que ver con el lenguaje en los textos legales, es decir, las cuestiones que derivan de cómo hay que formular las leyes y que se transfieran a partir del lenguaje.